# Wincor Nixdorf

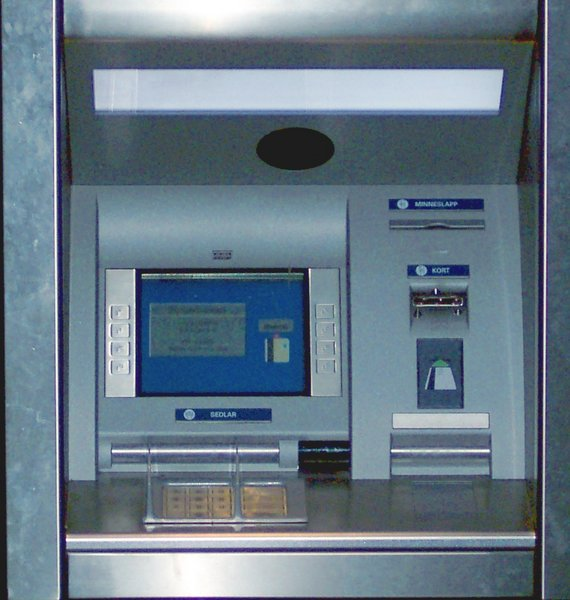
Bankomat Wincor Nixdorf ProCash 2150

Wincor Nixdorf – międzynarodowa korporacja z siedzibą w Paderborn (Niemcy) dostarczająca sprzęt, oprogramowanie, usługi dla banków oraz sieci sklepów detalicznych. W Polsce jest jednym z kilku przedsiębiorstw dostarczających oprogramowanie, bankomaty i wpłatomaty oraz dyspensery kasjerskie oraz rozwiązania dla rynku handlu detalicznego. Wincor Nixdorf dysponuje także rozbudowaną siecią serwisową dla swoich urządzeń oraz urządzeń podmiotów trzecich.

## Historia
Wincor Nixdorf powstał w 1952 roku w Niemczech jako Nixdorf Computers AG. Po przejęciu w 1990 roku przez Siemens AG, przedsiębiorstwo zmieniła firmę na Siemens Nixdorf Informationssysteme AG. W 1998 roku przedsiębiorstwo przekształciło się w Siemens Nixdorf Retail and Banking Systems GmbH. Rok później w wyniku przejęcia przez Kohlberg Kracis Roberts i Goldman Sachs Capital Partners, spółka zmieniła firmę na obecną oraz odłączyła się od struktur Siemensa. 19 maja 2004 r. akcje Wincor Nixdorf zadebiutowały na giełdzie we Frankfurcie. Nabywców znalazło 9,2 mln akcji – zostało to przez specjalistów uznane jako jeden z największych sukcesów giełdowych w 2004 r.
22 listopada 2015 roku przedsiębiorstwo Diebold ogłosiło zamiar przejęcia Wincor Nixdorf poprzez ogłoszenie wezwania na akcje. Poinformowano także, że spółka po połączeniu będzie nosiła nazwę Diebold Nixdorf.
Po wydaniu zgody (sierpień 2016) na połączenie przez urzędy antymonopolowe krajów, w których firmy miały przedstawicielstwa, połączenie zostało formalnie zatwierdzone. Sam proces łączenia obydwu podmiotów jest obecnie w toku. W wyniku połączenia powstanie największa na świecie firma dostarczająca rozwiązania samoobsługowe dla banków, instytucji finansowych oraz sieci handlowych.
Następnie nastąpił przymusowy wykup akcji drobnych akcjonariuszy, a akcje spółki w maju 2019 roku zostały wycofane z obrotu giełdowego.  

## Działalność
Główna siedziba spółki znajduje się w Niemczech, w Paderborn. Na całym świecie przedsiębiorstwo zatrudnia ponad 10 000 pracowników. Oddziały i przedstawicielstwa Wincor Nixdorf znajdują się w 100 krajach. Fabryki urządzeń samoobsługowych zlokalizowane są w Paderborn, Singapurze, Szanghaju oraz São Paolo. Wincor Nixdorf zajmuje pierwsze miejsce w Europie i drugie na świecie pod względem zainstalowanych systemów kasowych, oraz drugie miejsce zarówno w Europie, jak i na świecie pod względem zainstalowanych bankomatów.